# Stephen Moore (1er vicomte Mount Cashell)
Pour les articles homonymes, voir Stephen Moore et Moore.
Stephen Moore, 1er vicomte Mount Cashell (1696 - 26 février 1766), connu sous le nom de Lord Kilworth entre 1764 et 1766, est un homme politique irlandais.

## Biographie
Il est le fils de Richard Moore, de Cashell, comté de Tipperary, et d'Elizabeth Ponsonby, fille de William Ponsonby (1er vicomte Duncannon). Il est élu à la Chambre des communes irlandaise pour le comté de Tipperary en 1738, poste qu'il occupe jusqu'en 1761 . En 1764, il est élevé à la Pairie d'Irlande sous le nom de baron Kilworth, de Moore Park, dans le comté de Cork. Deux ans plus tard, il est créé vicomte Mount Cashell, de la ville de Cashell, également dans la pairie irlandaise.
Il épouse Alicia Colville, fille de Hugh Colville. Ils ont plusieurs enfants. Leur fils aîné, Richard Moore, représente Clonmel au Parlement irlandais, tandis que son fils cadet, William Moore, représente Clogher, Clonmel et St Johnstown. Lord Mount Cashell est décédé en février 1766 (un mois seulement après avoir été élevé au rang de vicomte). Son fils aîné survivant, Stephen, devient comte Mount Cashell en 1781.